# Мадисън (окръг, Тенеси)
Вижте пояснителната страница за други значения на Мадисън.
Окръг Мадисън (на английски: Madison County) е окръг в щата Тенеси, Съединени американски щати. Площта му е 1448 km², а населението – 91 837 души (2000). Административен център е град Джаксън.